# Juliane Fürst
Juliane Christiane Angelika Fürst (* 6. April 1973 in München) ist eine deutsch-britische Historikerin. Schwerpunkte ihrer Forschung sind Jugend-, Protest- und Subkulturen, Spät- und Postsozialismus und sozialistische Subjektivität.

## Leben
Juliane Fürst wurde 1973 in München geboren. Nach dem Abitur am Wilhelmsgymnasium studierte sie bis zur Zwischenprüfung von 1992 bis 1994 Geschichte und Jura an der Universität Heidelberg. Von 1994 bis 1997 absolvierte sie einen Bachelor in Moderner Geschichte an der University of Oxford (Christ Church). Von 1997 bis 1998 studierte sie Russian and Post-Soviet Studies an der London School of Economics (LSE). 1998 bis 2003 promovierte sie mit der Dissertation Stalin’s last Generation – Youth, State and Komsomol 1945–1953. Parallel war sie Stipendiary Lecturer für Moderne Geschichte am Magdalen College der University of Oxford. Von 2003 bis 2007 war sie Junior Research Fellow am St. John’s College der University of Oxford. Von 2007 an lehrte sie Moderne Geschichte an der University of Bristol. Seit August 2018 ist sie Abteilungsleiterin der Abteilung Kommunismus und Gesellschaft am Zentrum für Zeithistorische Forschung (ZZF) in Potsdam.

## Werke
- Late Stalinist Russia: Society between Reconstruction and Reinvention. Routledge, 2006 (Herausgeberin)
- Stalin’s Last Generation: Soviet Post-War Youth and the Emergence of Mature Socialism. Oxford University Press, 2010 (Monographie)
- Dropping out of Socialism: Alternative Cultures and Lifestyles in the Soviet Bloc. Lexington Books, 2017, (Herausgeberin mit Josie McLellan)
- Cambridge History of Communism, Vol. III: Endgames? Late Communism in Global Perspective 1968 – present. Cambridge University Press, 2017, (Herausgeberin mit Silvio Pons and Mark Selden)
- Flowers through Concrete: Explorations in the Soviet Hippieland and Beyond. Oxford University Press, 2020 (Monographie)

## Preise und Stipendien
- 2011–2015 Principal Investigator AHRC (Arts and Humanities Research Board) Projekttitel: ‘Dropping out of Socialism’, Independent research into the Soviet hippie movement, Co-Koordinatorin des Projekts, einschließlich der Begleitung zweier Dissertationen, Kollaboration mit Co-I Dr. Josie McLellan, Veranstaltung von Workshops mit anschließender Publikation
- 2014 Senior Fellow am Davis Center for Russian and Eurasian Studies, Harvard University, Projekttitel: Travels through the Soviet Hippieland under the 2013/14 theme ‘Subjectivities and Identities’ in Eurasia
- 2016–2018 Principal Investigator AHRC Standard Stipendium, Projekttitel: ‘In the Zone of Kaif: The Life of Azazello – Hippie, Poet, Addict and Artist’
- 2017 Senior Core Fellow am Institute of Advanced Studies, Central European University, Budapest